# Zhangting (köpinghuvudort i Kina, Zhejiang Sheng, lat 30,02, long 121,28)
Zhangting är en köpinghuvudort i Kina. Den ligger i provinsen Zhejiang, i den östra delen av landet, omkring 110 kilometer öster om provinshuvudstaden Hangzhou. Antalet invånare är 39 315. Befolkningen består av 19 134 kvinnor och 20 181 män. Barn under 15 år utgör 12,0 %, vuxna 15-64 år 78 %, och äldre över 65 år 9,0 %.
Runt Zhangting är det tätbefolkat, med 636 invånare per kvadratkilometer. Närmaste större samhälle är Yuyao, 13,5 km väster om Zhangting. Trakten runt Zhangting består till största delen av jordbruksmark.
Genomsnittlig årsnederbörd är 1 996 millimeter. Den regnigaste månaden är juni, med i genomsnitt 338 mm nederbörd, och den torraste är januari, med 70 mm nederbörd.